# Sabulodes tinonaria
Sabulodes tinonaria là một loài bướm đêm trong họ Geometridae.